# Kruiskoutermolen
De Kruiskoutermolen of Jezuïetenmolen of Molen Van Der Haegen is een staakmolen op de Koudenberg in Mere, een dorp in de Belgische provincie Oost-Vlaanderen. De molen is voorzien van een kombuis.

## Geschiedenis
De molen werd opgetrokken voor 1384 en stond tot 1921 in Nieuwerkerken. Men vermoedt dat hij opnieuw heropgericht is in 1632. In 1923 2 jaar na de verhuis werd hij in Mere heropgericht. Hij werd in 2004 gerestaureerd in een atelier in Roeselare en in 2006 terug op zijn oorspronkelijke sokkel geplaatst. De molen is nog in werking en kan bezocht worden na afspraak op de toeristische dienst. De molen heeft enkel dienstgedaan als korenmolen en doet nog altijd dienst als korenmolen. In 1956 werd de molen beschermd als monument.

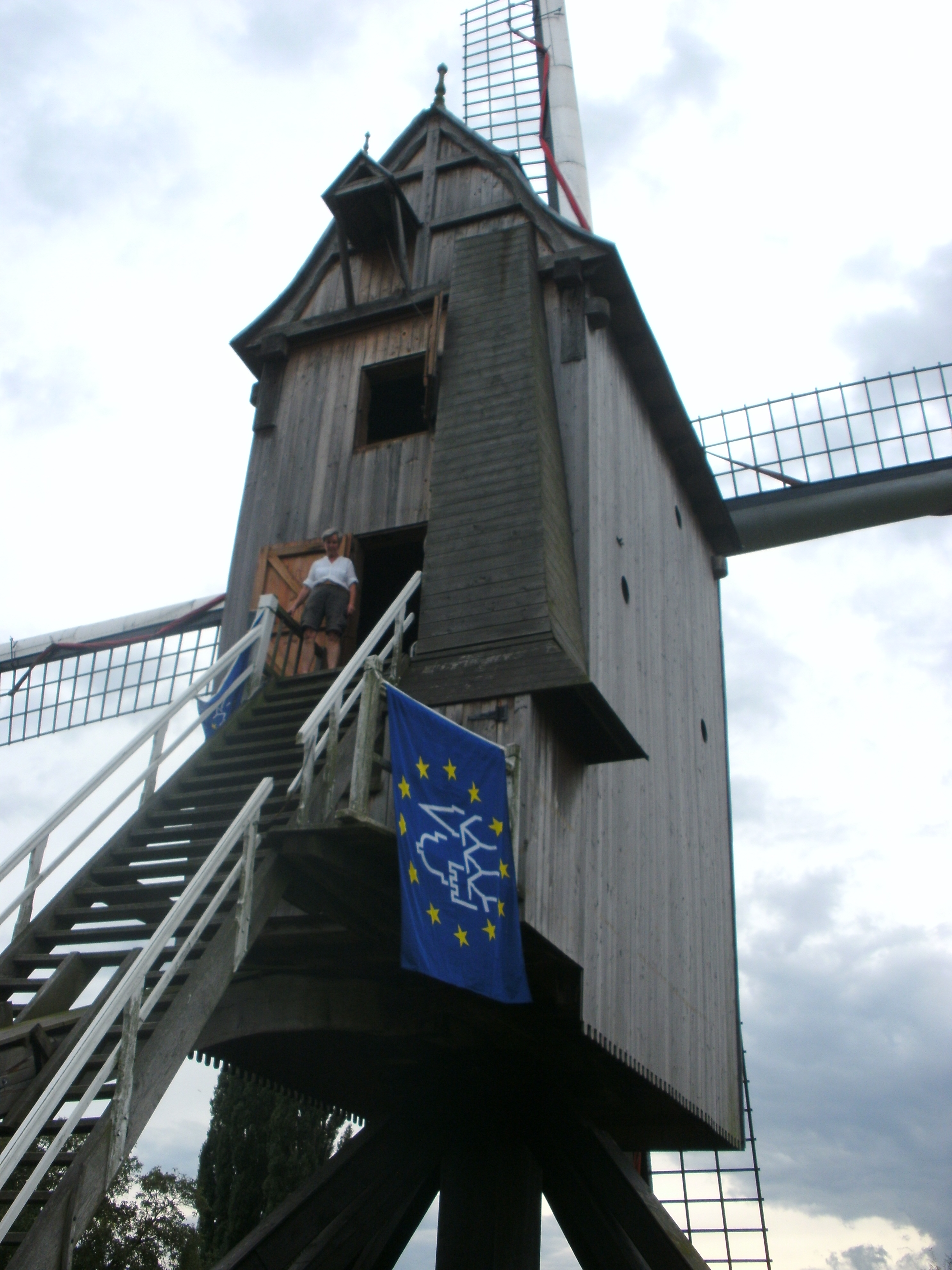
Voorkant van de Kruiskoutermolen
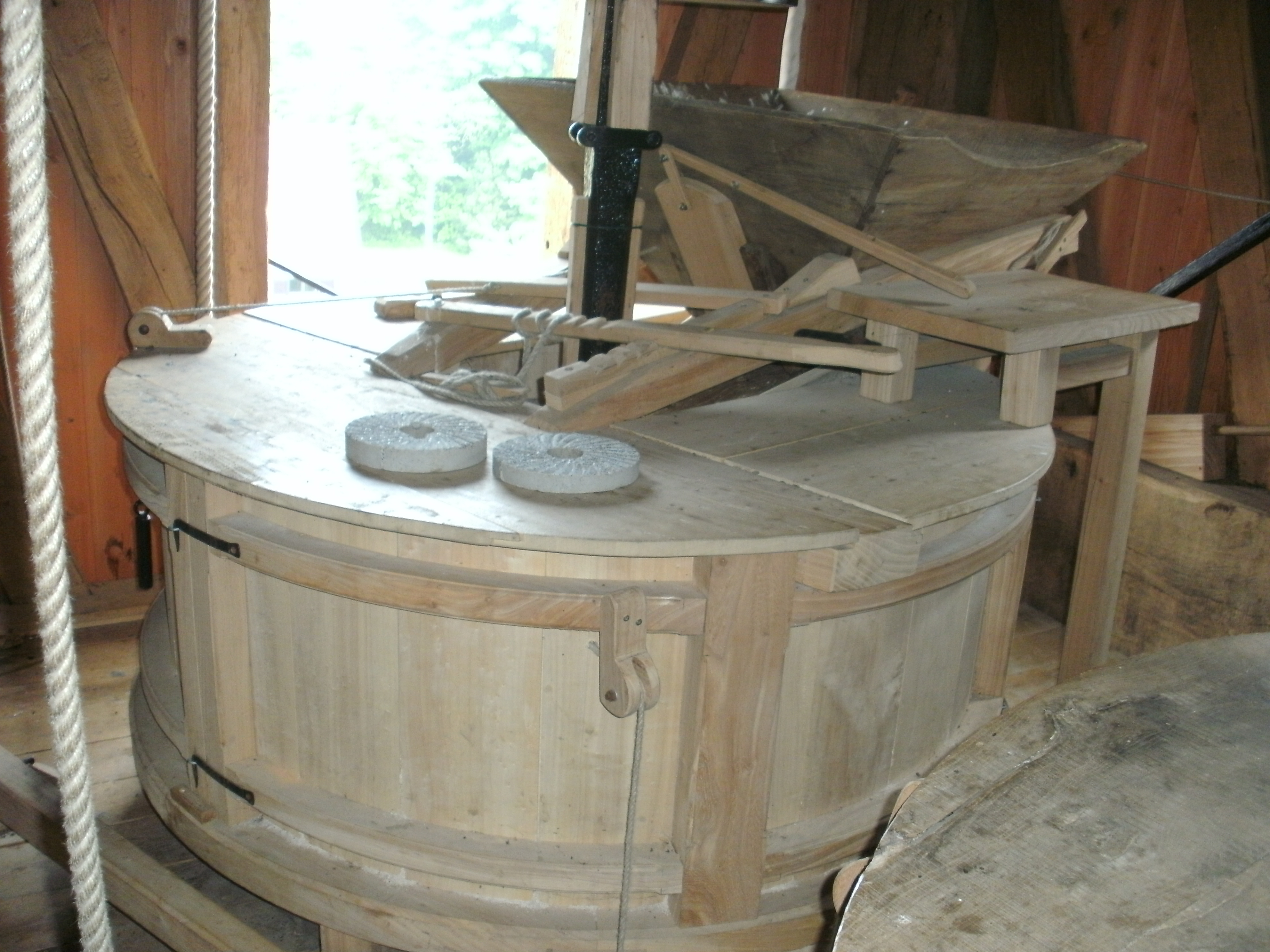
Steenkist die vooraan in de molen staat: Voormolen
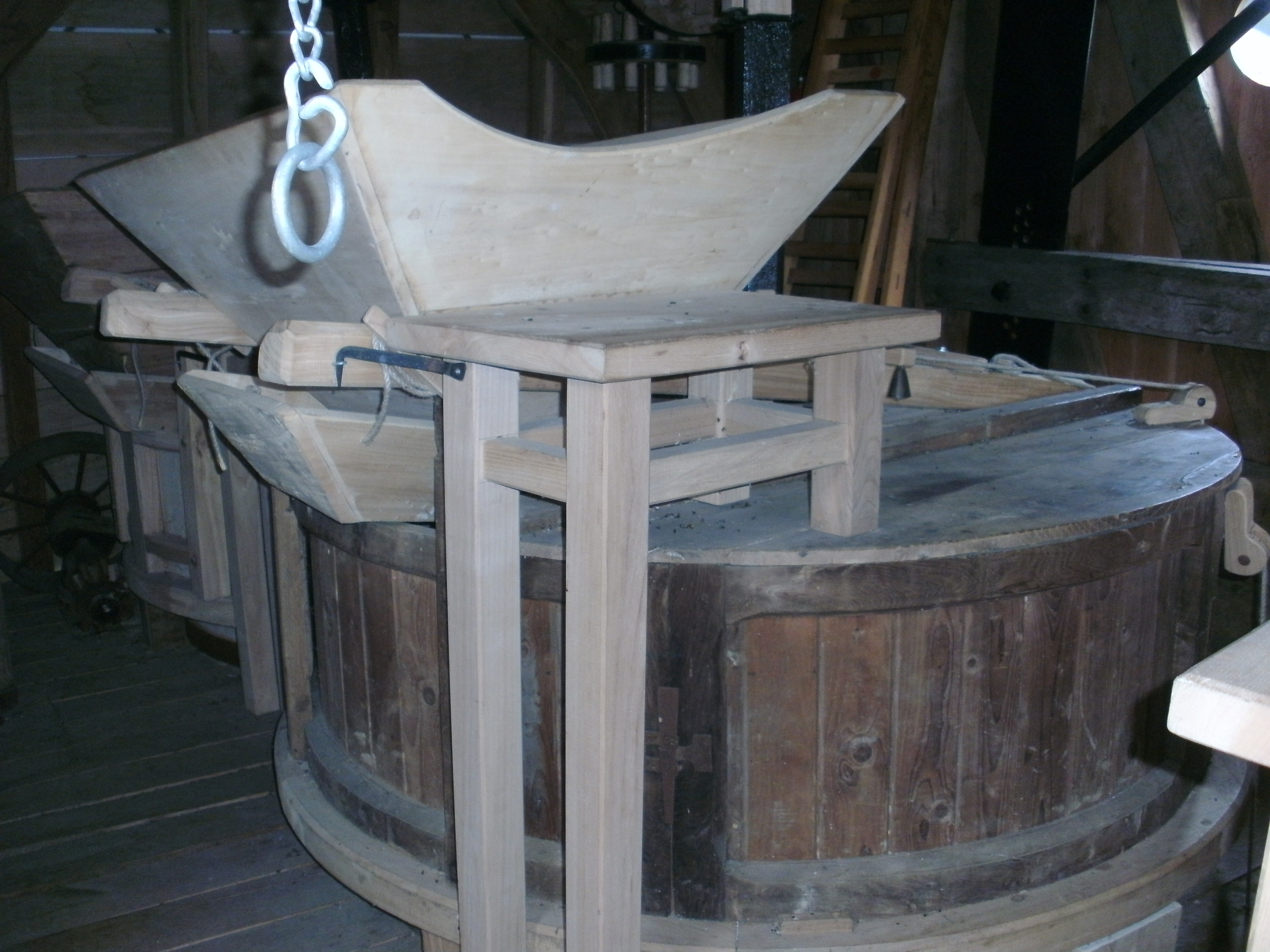
Steenkist die in het midden van de molen staat
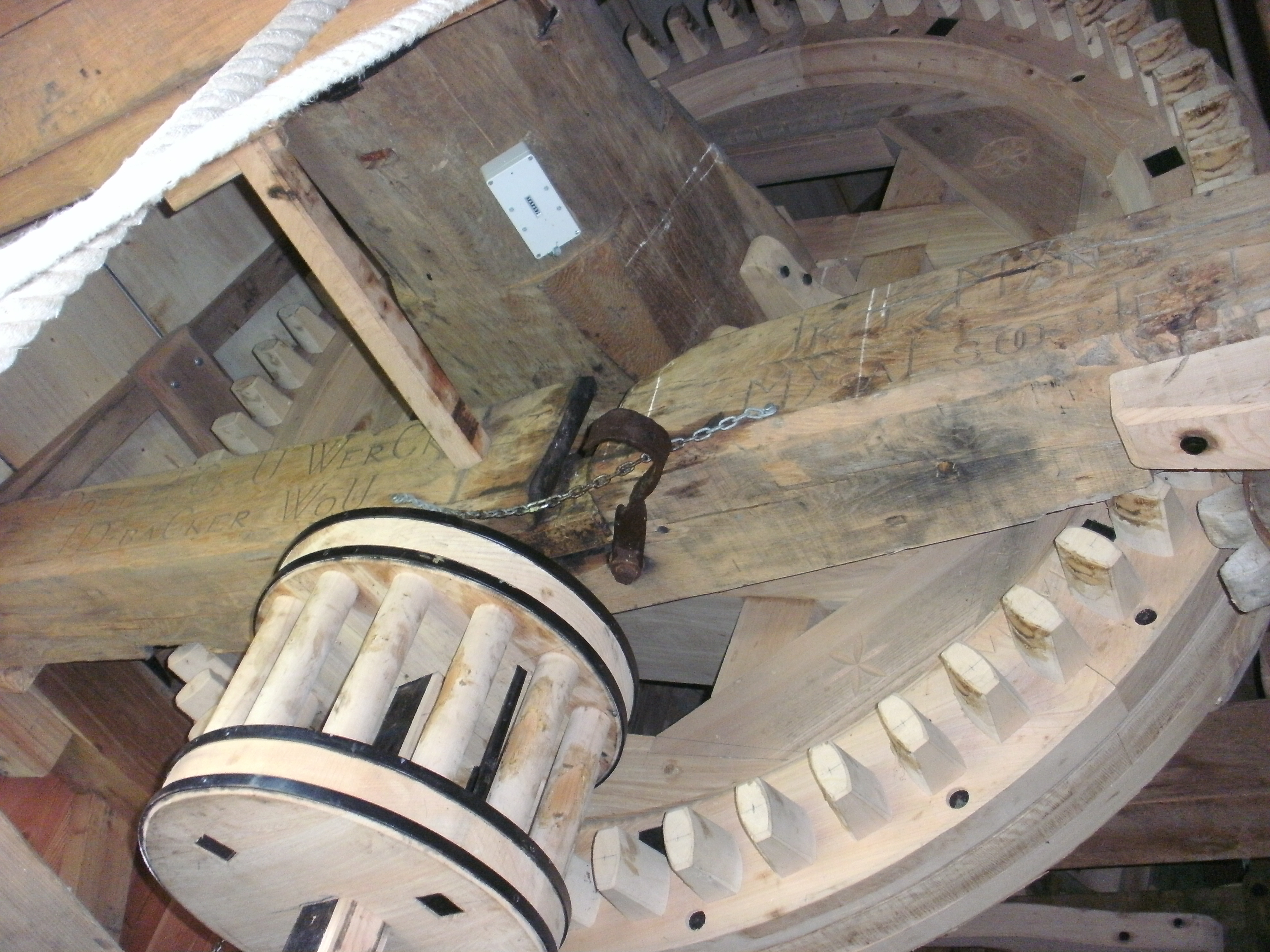
De bovenste molenas
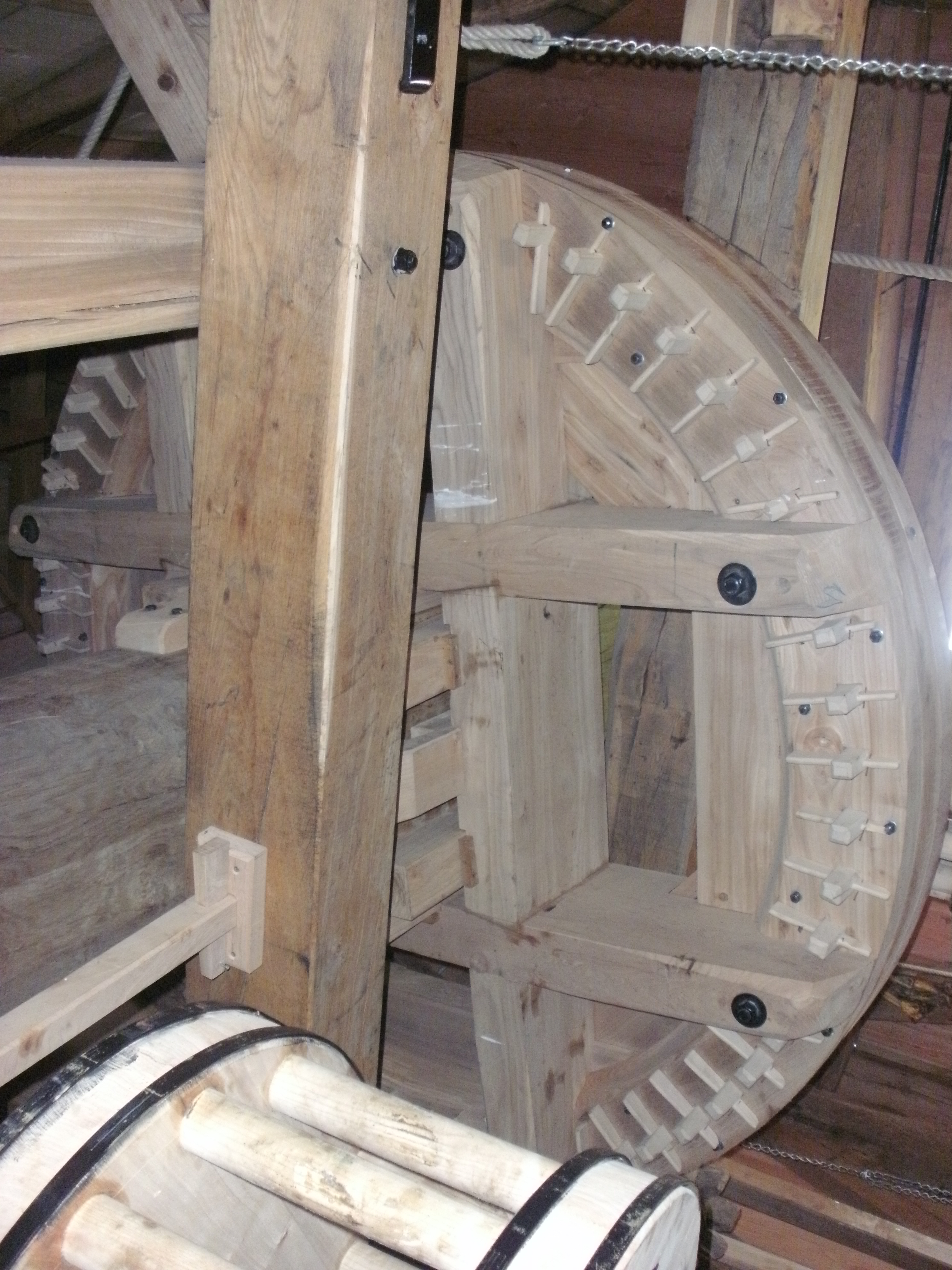
Een molenas op de zijkant
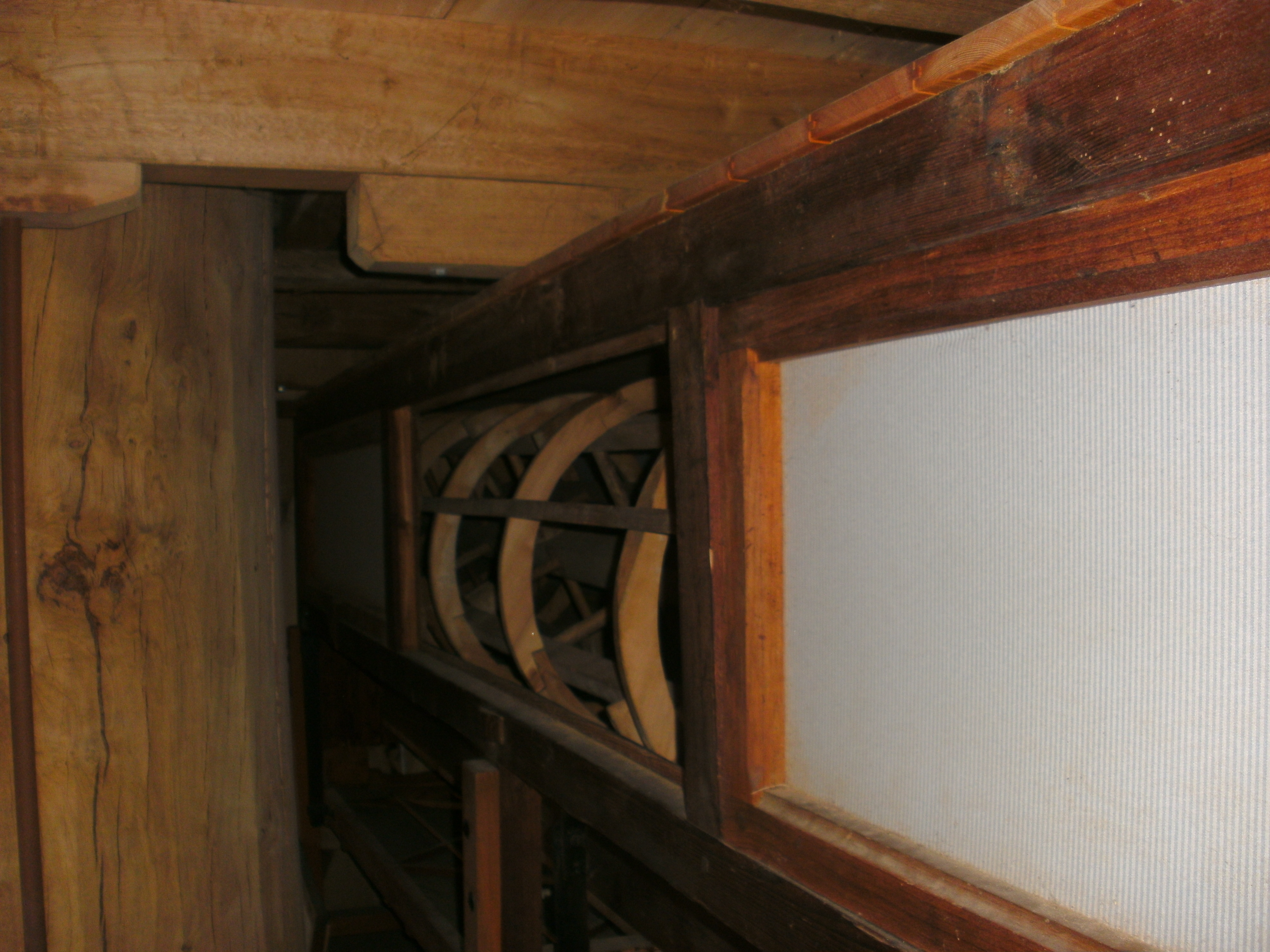
Meelbuil van de Kruiskoutermolen